# Classe Pravda
La classe Pravda, anche detta classe P o Serie IV, fu una classe di sommergibili della Marina militare sovietica, composta da tre unità entrate in servizio nel 1936.
I Pravda erano grossi sommergibili oceanici concepiti per operare a fianco della flotta di superficie, ma il progetto si rivelò talmente afflitto da problemi tecnici che la costruzione fu sospesa dopo sole tre unità realizzate, nessuna delle quali si rivelò un'utile unità da combattimento. I Pravda furono relegati a compiti di addestramento e trasporto materiali durante la seconda guerra mondiale, nel corso della quale uno di essi andò perduto per cause belliche; già ritirate dal servizio nell'agosto 1944, le restanti due unità furono radiate e demolite nei primi anni 1950.

## Caratteristiche
I classe Pravda erano battelli oceanici del tipo "sommergibile incrociatore", dotati di una velocità in emersione sufficientemente elevata per poter accompagnare le unità di superficie e operare di conseguenza a fianco della flotta da battaglia principale in missioni a lungo raggio nelle acque oceaniche; furono le prime unità sovietiche a essere concepite secondo questa specifica. Il progetto fu sviluppato nei primi anni 1930, partendo dal design dei sommergibili costieri della classe Ŝuka in quel momento in costruzione.
I classe Pravda avevano uno scafo lungo 87,6 metri, disegnato per sviluppare alte velocità durante la navigazione in superficie; il dislocamento con il battello in emersione ammontava tra le 995 e le 1.219 tonnellate, che salivano a 1.690 con il battello in immersione. La profondità operativa massima era di 75 metri; l'equipaggio ammontava a 53 tra ufficiali e marinai.
L'apparato propulsivo si basava su due motori diesel da 5.400 hp per la navigazione in superficie e due motori elettrici da 1.000 hp per la navigazione sott'acqua; la velocità massima era compresa tra 18,8 e 20,3 nodi con il battello in emersione (elevata, ma inferiore alla velocità di 22-23 nodi richiesta dalle specifiche), mentre scendeva a 7,7 o 8,3 nodi con il battello in immersione. L'autonomia si aggirava sulle 5.700 miglia a 10 nodi di velocità in emersione, e a 105 miglia a 4 nodi in immersione.
L'armamento di artiglieria dei classe P comprendeva due cannoni antinave calibro 100 mm, collocati a prua e poppa della massiccia torre di comando centrale; per la difesa antiaerea vi era un cannone da 45 mm. L'armamento siluristico verteva su sei tubi lanciasiluri da 533 mm con 10 siluri di scorta.
I classe Pravda si rivelarono un progetto poco riuscito, afflitto da numerosi problemi: la profondità operativa raggiungibile era modesta, i tempi di immersione molto lunghi, la manovrabilità in immersione pessima a causa dei timoni di profondità collocati troppo vicino alla superficie, e chiusure dei giunti che tendevano a cedere frequentemente. Tutti questi difetti rendevano i Pravda quasi inutili come unità da combattimento e portarono alla cancellazione del progetto dopo la realizzazione di sole tre unità, ben presto relegate a compiti secondari o di addestramento. Una completa rivisitazione del progetto portò poi alla realizzazione dei più efficienti sommergibili oceanici classe K.

## Unità
Tutte le unità furono assemblate a Leningrado nel cantiere del Baltico.
| Nome   | Impostazione     | Varo             | Entrata in servizio | Destino finale |
| ------ | ---------------- | ---------------- | ------------------- | --- |
| Pravda | 21 maggio 1931   | 9 giugno 1934    | 23 luglio 1936      | assegnato alla Flotta del Baltico e rinominato P-1; scomparve in mare nel settembre 1941 senza lasciare alcuna traccia, si ritiene sia incappato in una mina al largo di Hanko |
| Zvezda | 19 dicembre 1931 | 15 febbraio 1935 | 23 luglio 1936      | assegnato alla Flotta del Baltico e rinominato P-2; ritirato dal servizio attivo il 10 agosto 1944, radiato il 20 giugno 1956 e demolito a Leningrado                          |
| Iskra  | 19 dicembre 1931 | 4 dicembre 1934  | 23 luglio 1936      | assegnato alla Flotta del Baltico e rinominato P-3; ritirato dal servizio attivo il 10 agosto 1944, radiato il 2 giugno 1952 e demolito a Leningrado                           |